# 나카무라 지로
나카무라 지로(일본어: 中村 仁郎, 2003년 8월 22일~)는 일본의 축구 선수이다.

## 구단 경력
그는 2020년 J1리그의 감바 오사카에 입단했다. 2024년 8월 J3리그의 마쓰모토 야마가 FC로 이적했다. 2025년 FC 기후로 이적했다.